# Friarannonsen
Friarannonsen är en svensk dramafilm från 1955 i regi av Gösta Werner.

## Om filmen
Filmen premiärvisades 5 september 1955. Den spelades in vid Sverige Metronome Studios i Stocksund med exteriörer från bland annat i Varnhem, Billingen samt vid järnvägsstationen Korsberga station och Roslagen av Jan Lindeström. Förlaga var Gunnar Falkås radiopjäs Friarannonsen eller Svekfull kärlek från 1954. Vid radiouppsättningen spelade Håkan Jahnberg Algot och Bengt av Jarl Kulle. Som Stina hörde man Ulla Sjöblom och som brevbäraren Ulf Johanson.

## Roller i urval
- Adolf Jahr - Algot Andersson, snickare
- Elof Ahrle - Bengt Truelsson, murare
- Inga Gill - Stina
- Jan von Zweigbergk - Erik
- Barbro Larsson - Greta
- Georg Adelly - brevbärare
- Wiktor "Kulörten" Andersson - nasare
- Marianne Löfgren - Hilda
- Gösta Bernhard - von Stråhle, konsulent
- Britta Brunius - Anna
- Torsten Winge - chef för skönhetssalong
- Björn Montin - Gösta
- Stig Johanson - Anders
- Åke Grönberg - Berg, patron
- Hjördis Petterson - fru Berg

## Filmmusik i urval
- Intermezzo, kompositör Jules Sylvain
- Lido, kompositör Cecil Milner
- De' ä' grabben me' chokla' i, kompositör Helge Lindberg, specialtext Georg Adelly
- Håll takten spelemän för nu dansar jag, kompositör Jules Sylvain, text Gösta Stevens
- Lambeth Walk, kompositör Noel Gay och Douglas Furber, specialtext Georg Adelly
- Trolljazzen, kompositör Jules Sylvain, text S S Wilson
- Varför småler Mona Lisa?, kompositör Jules Sylvain, text Gösta Rybrant
- Den första gång jag såg dig, kompositör och text Birger Sjöberg
- Nasarvisa, kompositör Jules Sylvain, text Carro